# Azuleny

Struktura azulenu

Azuleny należą do naturalnych substancji chemicznych z grupy nienasyconych węglowodorów dwupierścieniowych, których pochodne znajdują się w olejkach eterycznych.

## Azulen
Azulen C10H8 jest  substancją krystaliczną barwy ciemnoniebieskiej. Jest izomerem naftalenu. Posiada skondensowane pierścienie pięcio- i siedmioczłonowy. 
Wchodzi w reakcje podstawienia aromatycznego. Rozpuszcza się w kwasach mineralnych, gdyż pięcioczłonowy pierścień może odwracalnie przyłączyć proton, dając pochodną jonu tropyliowego. 

## Podstawione azuleny
Chamazulen C14H8 występuje w olejkach eterycznych rumianku, krwawnika, piołunu. Związek ten charakteryzuje się zdolnością do hamowania syntezy histaminy z komórki tkanki, dzięki czemu jest środkiem o działaniu antyalergicznym, bakteriobójczym i przeciwzapalnym. Jako główny składnik olejku krwawnika nadaje temu olejkowi intensywnie niebieską barwę.
Gwajazulen jest składnikiem oleju gwajakowego, eukaliptusowego i gardenii, ale otrzymuje się go na drodze syntezy. Jest to substancja niskotopliwa, przechodząca w temperaturze około 30 °C w niebieski olej, mieszający się z wazeliną, alkoholami, węglowodorami, tłuszczami, olejami mineralnymi, olejkami eterycznymi i tłuszczem wełny owczej. Nie rozpuszcza się zaś w wodzie i glicerynie. Ma podobne działanie i właściwości fizykochemiczne jak i chamazulen.

## Surowce bogate w azuleny
Gwajakowiec lekarski (Guaiacum officinale)Jego drewno zawiera duże ilości żywicy, z której wytwarza się substancje o właściwościach wykrztuśnych, a także nalewkę gwajakolową stosowaną w lecznictwie.
Koszyczek rumianku (Anthodium Chamomillae)Kwiatostany rumianku zawierają nie mniej niż 0,3% azulenów. Wyciągi z nich wchodzą w skład: lotionów po opalaniu (zmniejsza rumień i łagodzi oparzenia słoneczne i termiczne I i II stopnia), produktów do pielęgnacji skóry niemowląt, kremów do skóry podrażnionej, zaczerwienionej i zmienionej zapalnie, kosmetyków do kąpieli, preparatów oczyszczających, maseczek i ampułek. Rumianek przeciwdziała stanom zapalnym skóry, jest też używany jako środek przeciwskurczowy układu pokarmowego.
Korzeń biedrzeńca (Radix Pimpinellae)Zawiera około 5% olejku eterycznego, w skład którego wchodzą 1,4-dimetyloazulen i inne seskwiterpeny oraz pochodne izoeugenolu. Ma właściwości wykrztuśne i moczopędne. Stosuje się go w maseczkach ziołowych i naparach do przemywania skóry, ponieważ dezynfekuje i łagodzi podrażnienia. Szczególnie zalecany do przemywania trudno gojących się ran po oparzeniach.
Ziele krwawnika (Herba Millefolii)Surowcem jest ziele krwawnika zebrane w czasie kwitnienia, zawierające co najmniej 0,25% olejku eterycznego. Głównymi składnikami ziela są azulen, cyneol, borneol. Napary i wyciągi z krwawnika stosuje się do parówek i maseczek do cery tłustej. Składnik kremów regenerujących oraz szamponów do włosów przetłuszczających się. Działa przeciwkrwotocznie, pobudza również czynności wydzielnicze przewodu pokarmowego, wzmaga wydzielanie żółci i soków trawiennych. Celtowie uważali to ziele za magiczne.

## Właściwości azulenów
- przeciwzapalne
- łagodzące
- bakteriostatyczne
- antyalergiczne
- regenerujące
- uspokajające
- pielęgnacyjne